# Systole marinazerovae
Systole marinazerovae är en stekelart som beskrevs av Stojanova 2002. Systole marinazerovae ingår i släktet Systole och familjen kragglanssteklar.
Artens utbredningsområde är Bulgarien. Inga underarter finns listade i Catalogue of Life.